# HPD ARX-03
La HPD ARX-03 est une voiture de course, la descendante de l'Acura ARX-02 et de l'Acura ARX-01e.

## Historique

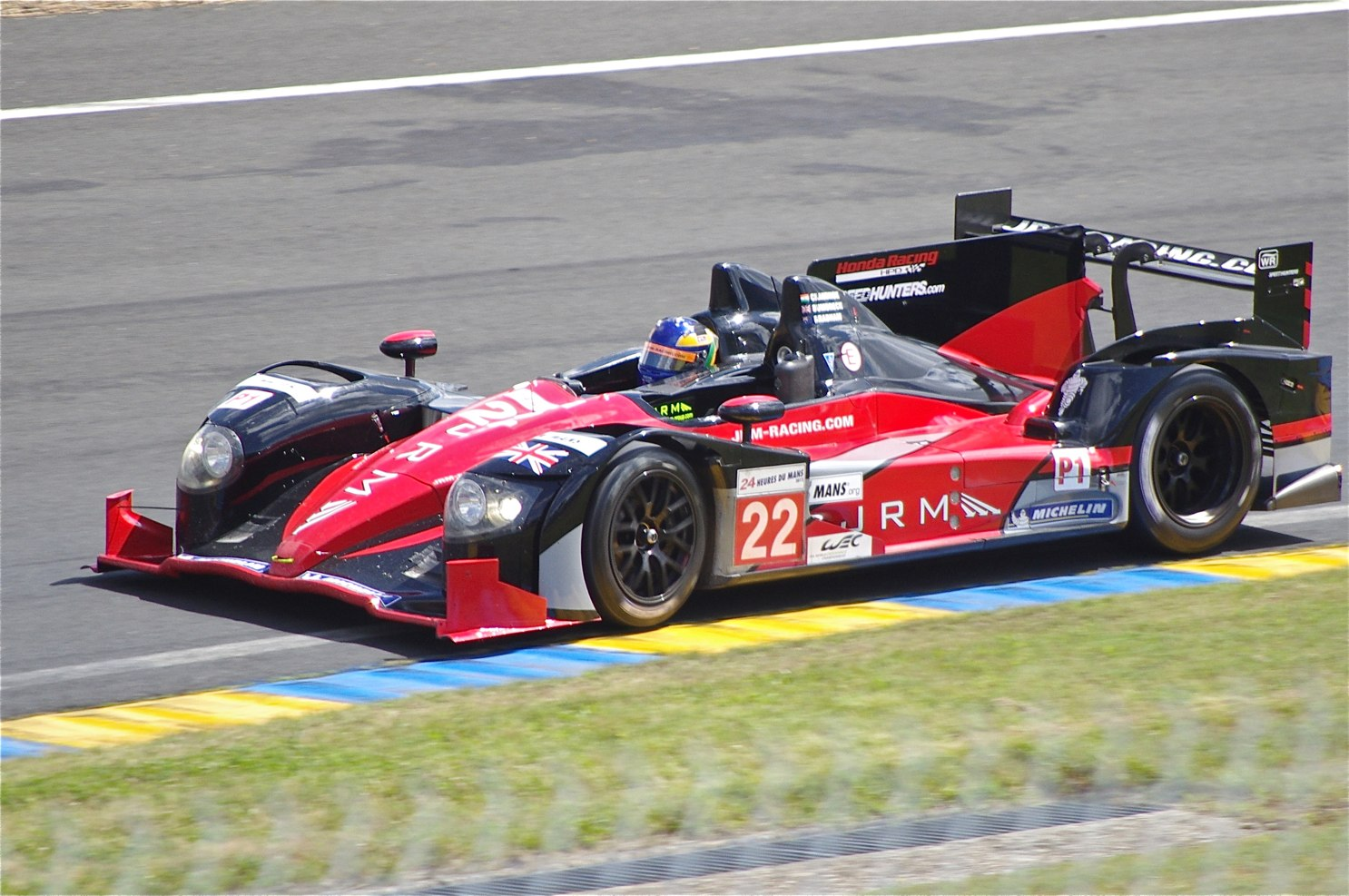
La HPD ARX-03a du JRM Racing au Mans en 2012

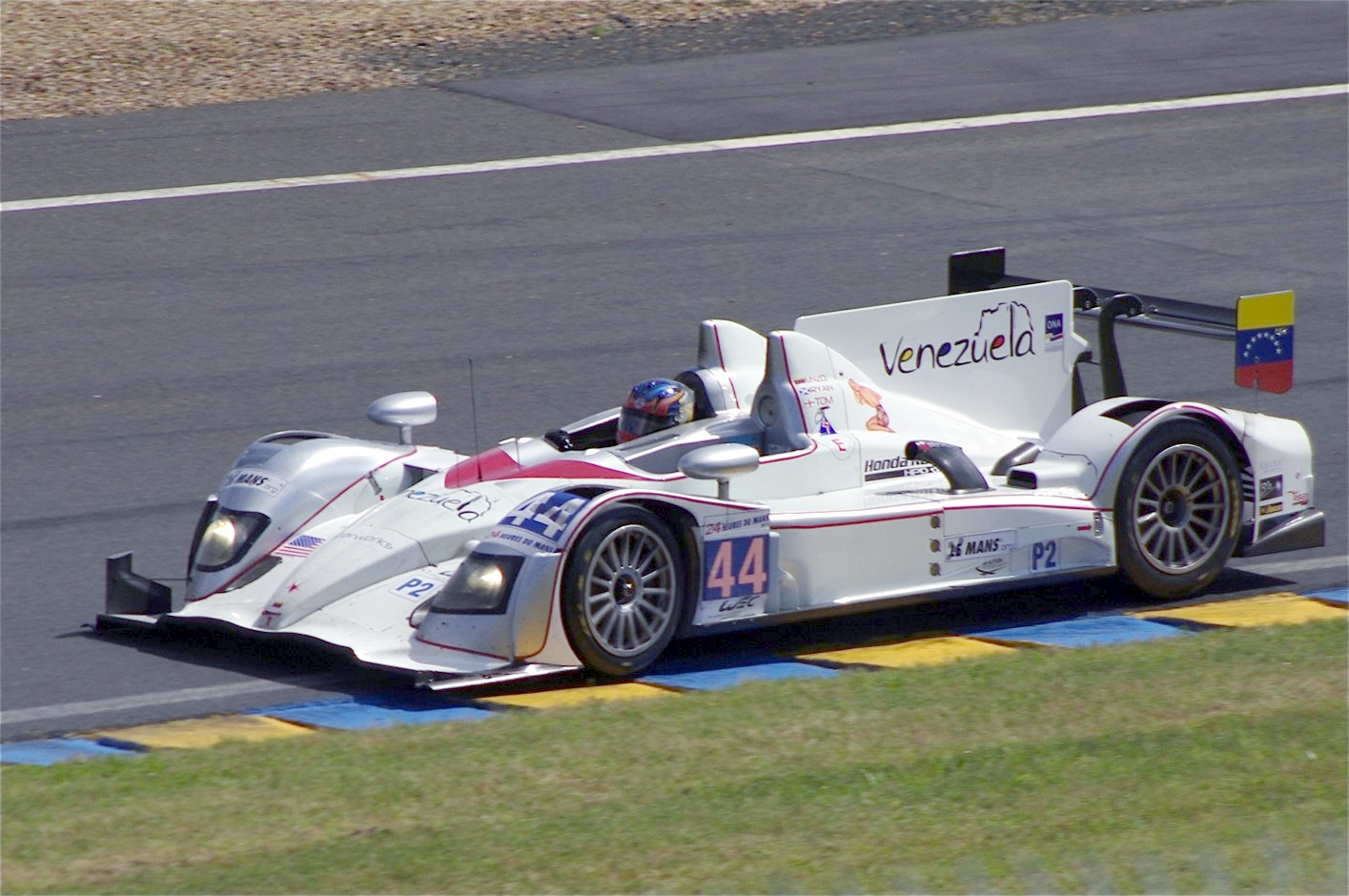
La HPD ARX-03b du Starworks Motorsport victorieuse de sa catégorie au Mans en 2012

Après le séisme de 2011 de la côte Pacifique du Tōhoku et malgré une seconde place aux 12 Heures de Sebring 2011, Honda Performance Development, partenaire de l'écurie Highcroft Racing, souhaite mettre en veille son investissement dans l'Acura ARX-01e. Avec son moteur développé par Honda Performance Development et un châssis développé par Wirth Research, la HPD ARX-03 marque le retour du constructeur japonais dans la catégorie reine de l'endurance. 
Le premier châssis est mis à disposition du Strakka Racing afin de disputer le Championnat du monde d'endurance FIA 2012.
Le châssis est semblable à celui de la HPD ARX-01 mais reçoit des améliorations aérodynamiques, du système de refroidissement et de la mécanique. Un aileron de requin fait son apparition sur le capot arrière afin de se plier aux règlement ACO pour les LMP1. L'aérodynamique ont été développées par simulateur informatique.
HPD a également annoncé le remplacement de la ARX-01g LMP2 par la ARX-03b car le changement de coque nécessite une nouvelle homologation ; la voiture est développée sur la même coque que la LMP1.
Lors de la course de Mosport des American Le Mans Series 2013, les cinq premières places sont remportées par les HPD ARX-03, avec la victoire de la LMP1 du Muscle Milk Pickett Racing devant quatre LMP2.
En 2014, la HPD ARX-03b n'est engagée qu'en USCC avec l'abandon de tout programme privé en Europe et en championnat du monde d'endurance. L'équipe ESM y obtient des résultats dépendant directement de la balance de performance entre les différentes voitures admises en catégorie Prototype de ce nouveau championnat.

## Palmarès

### 24 Heures du Mans
- 7e et victoire en catégorie LMP2 aux 24 Heures du Mans 2012 avec Starworks Motorsport et les pilotes Enzo Potolicchio, Ryan Dalziel et Tom Kimber-Smith

### 12 Heures de Sebring
- 3e et victoire en catégorie LMP2 aux 12 Heures de Sebring 2012 avec Starworks Motorsport et les pilotes Enzo Potolicchio, Ryan Dalziel et Stéphane Sarrazin
- 6e et victoire en catégorie LMP2 aux 12 Heures de Sebring 2013 avec Level 5 Motorsports et les pilotes Scott Tucker, Marino Franchitti et Ryan Briscoe

### American Le Mans Series
- Sept victoires au général à Long Beach, Laguna Seca, Lime Rock, Mosport, Mid-Ohio et VIR avec Muscle Milk Motorsports et à Baltimore avec Level 5 Motorsports en 2012
- Sept victoires au général en 2013
- Sept victoires en catégorie LMP2 à Sebring, Long Beach, Laguna Seca, Lime Rock, Mid-Ohio, Baltimore et VIR avec Level 5 Motorsports en 2012
- Huit victoires en catégorie LMP2 en 2013

### Championnat du monde d'endurance FIA
- Victoire en catégorie LMP2 aux 6 Heures de São Paulo 2012 avec Starworks Motorsport et les pilotes Enzo Potolicchio, Ryan Dalziel et Stéphane Sarrazin

## Écuries
Les écuries utilisatrices de la voiture en 2012 sont :
- Strakka Racing
- JRM Racing
- Muscle Milk Pickett Racing[5]
- Starworks Motorsport
- Level 5 Motorsports